# Baek Jong-chul
Baek Jong-chul (백종철?, 白鍾哲?; 9 marzo 1961) è un allenatore di calcio ed ex calciatore sudcoreano, di ruolo attaccante.